# Фрањо Буковачки
Фрањо Буковачки (умро око 1678) је био капетан Петра Зринскога. 

## Биографија
Истакао се у граничним борбама са Турцима, нарочито 1663. године као капетан Средичка на Купи. Био је вођа туропољског ситног племства у борби Петра Зринског против бечког двора. Желео је да се ослободи немачког туторства због чега је радио на томе да постане турски вазал. Када је завера откривена, аустријска војска је упала у Ломницу (1670). Буковачки је побегао на турску територију и ту му се губи траг. 